# Camp de base
 (mai 2021).
Si vous disposez d'ouvrages ou d'articles de référence ou si vous connaissez des sites web de qualité traitant du thème abordé ici, merci de compléter l'article en donnant les références utiles à sa vérifiabilité et en les liant à la section « Notes et références ».

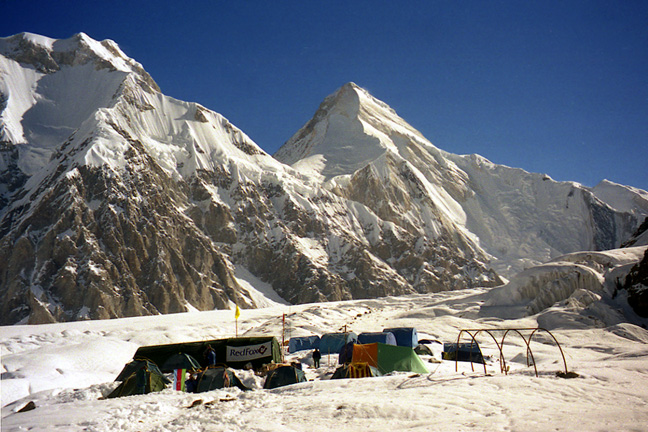
Vue d'un camp de base sur le glacier Inylchec sud avec le Khan Tengri (7010 m) en arrière-plan.

Petit camp de base à 5300 m sur le volcan Chachani au Pérou.

Un camp de base est, au sens alpin, un camp fixe installé dans une vallée ou au pied d'un massif, pour une course de plusieurs jours ou de plusieurs semaines en montagne. Il s'agit d'un village de tentes construit à l'écart des routes, des agglomérations et de toute forme d'infrastructure, ce qui implique l'éloignement et concerne presque toujours des montagnes non européennes, notamment dans les Andes, en Alaska, dans l'Himalaya, le Karakoram, le Pamir ou dans l'Antarctique. Le camp de base sert généralement de point de départ pour une seule course, mais il peut être utilisé plusieurs fois comme repli par mauvais temps, en particulier pour des séjours plus longs en haute montagne, ou bien comme station de ravitaillement et de récupération.

## Camp de base pour les expéditions
Le terme apparaît déjà au début du XXe siècle dans des traductions d'ouvrages anglais. En 1912, dans Le Monde perdu (The Lost World), d'Arthur Conan Doyle, on peut lire : « Maintenant, je suis en train de l’achever à notre camp de base » ; en 1923, dans L'assaut du Mont Everest 1922 (The assault on Mount Everest 1922), du général Bruce : « On appréciera les difficultés quand on saura qu'il fallait établir un camp de base à 5 000 mètres d'altitude, installer des camps intermédiaires pour le transport des vivres ».
Pour l'alpinisme de haute altitude et les grandes expéditions, le camp de base se compose souvent de nombreuses tentes : tentes individuelles, tentes pour la toilette, le lavage et la cuisine. L'équipement, qui pèse des tonnes dans les grandes entreprises, est généralement acheminé au camp de base par des porteurs locaux. Comme, la plupart du temps, aucun des alpinistes n'est présent dans le camp de base pendant les activités d'alpinisme proprement dites, des personnes sont chargées de garder les objets de valeur et les tentes, qui sont essentiels au succès de l'expédition. Souvent, ce sont par exemple des cuisiniers locaux qui veillent au confort de l'expédition, ou un médecin d'expédition qui ne participe pas lui-même à l'ascension. Évidemment, pour les grandes montagnes il peut y avoir plusieurs camps de base au pied des différentes faces qu'on va escalader. Les camps de base des montagnes particulièrement fréquentées et recherchées, par exemple celui du côté sud du mont Everest, sont de véritables colonies comportant des centaines de tentes aux heures de pointe. Les niveaux élevés de pollution de l'environnement qui en résultent inévitablement (ne serait-ce qu'en raison des matières fécales) sont l'un des problèmes majeurs de l'alpinisme en haute altitude,.

## Camp de base avancé
Dans certains cas, pour des raisons logistiques, techniques ou de sécurité, le camp de base est encore si éloigné du pied de la paroi ciblée qu'il est nécessaire de mettre en place un camp de base avancé, qui peut être situé à plusieurs kilomètres du camp de base et qui est à proximité immédiate du point de départ. Le camp de base avancé est également appelé « ABC » (de l'anglais advanced base camp). Au cours de l'ascension, deux à cinq camps d'altitude supplémentaires sont généralement installés qui, contrairement au(x) camp(s) de base de vallée, n'offrent pratiquement aucun confort, mais sont essentiels comme relais de repos et abri.

## Camp de base dans les Alpes
Il arrive que de grands groupes d'alpinistes se rendent dans un massif des Alpes pour y séjourner une longue durée et gravir diverses voies, parfois pour effectuer des premières. Un camp de tentes improvisé peut être nécessaire, surtout si le groupe vient de l'étranger ou n'a pas les moyens financiers de louer un hébergement dans la vallée, mais aussi pour raccourcir le temps d'approche de la montagne ; on parle alors, dans ce contexte alpin, d'un camp de base.

## Divers
Certains camps de base ont une importante renommée dans le milieu des alpinistes de haute altitude, car ils sont liés à de nombreux jalons de l'histoire de l'alpinisme et sont, de plus, souvent situés dans un paysage sauvage. L'un de ces célèbres camps de base est la Prairie des fées, située sous les 8 125 mètres du Nanga Parbat au Pakistan.
Afin de permettre aux passionnés de montagne, qui n'ont pas les possibilités ou les compétences de participer eux-mêmes à une expédition, de découvrir les hautes montagnes lointaines et d'entrer en contact avec l'alpinisme extrême, de nombreux voyagistes proposent des trekkings jusqu'au camp de base d'une haute montagne. Le trekking de camp de base le plus connu mène au camp de base du versant sud du mont Everest à une altitude d'environ 5 300 mètres.
En langage familier, le terme « camp de base » est également utilisé dans un sens figuré ou ironique pour des points de départ qui font encore partie du monde habité (« Nous utilisons notre voiture comme camp de base »).